# Ministerio de Defensa Nacional (Chile)

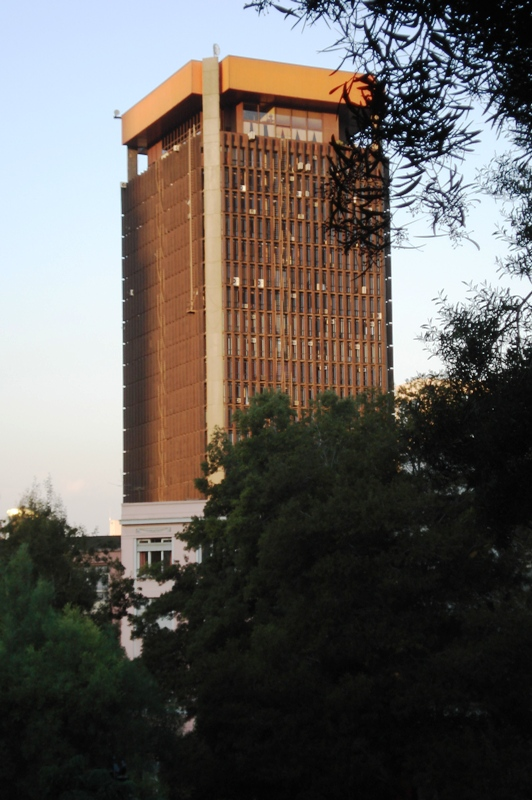
Edificio Diego Portales (torre Villavicencio) cuando aún pertenecía al Ministerio de Defensa.

El Ministerio de Defensa Nacional de Chile (MDN/MINDEF) es la institución gubernamental responsable del control y administración de las ramas militares encargadas de la defensa exterior del país (Ejército, Armada y Fuerza Aérea), las que se preparan para posibles conflictos armados o servicios de batallas en otros lugares. Desde el 10 de marzo de 2025 el ministerio está encabezado por la trabajadora social Adriana Delpiano, actuando bajo el gobierno de Gabriel Boric. Posee dos Subsecretarías: la de Defensa, dirigida por Ricardo Montero Allende; y la para las Fuerzas Armadas, dirigida por Galo Eidelstein Silber.

## Historia
Sus orígenes están en la Secretaría de Guerra (1811 a 1812 y 1814). Bajo el gobierno del director supremo Bernardo O'Higgins (1817) se organiza como Ministerio de Guerra. Posteriormente denominado Ministerio de Guerra y Marina (1818-1924).[cita requerida]
Entre 1924 y 1932 y producto de la reorganización política y administrativa del momento paso por los siguientes cambios:[cita requerida]
- Por el Decreto Ley N.º 163 (D.O. N.º 14,062 de 27 de diciembre de 1924) se separa en dos carteras distintas Ministerio de Guerra (1924-1927) y Ministerio de Marina (1924-1927)
- Unificados brevemente como Ministerio de Defensa Nacional por el Decreto Supremo del 23 de mayo de 1927, vigente hasta 21 de junio del mismo año, separándose nuevamente en dos carteras;
- Desde el 23 de mayo de 1927 en dos carteras independientes: Ministerio de Guerra (1927-1932) y Ministerio de Marina (1927-1932)
- Nuevamente se crea el Ministerio de Defensa Nacional por la Ley N.º 5.077 (D.O. N.º 16.277 del 5 de marzo de 1932) incorporando la subsecretaria de Aviación en ese momento parte del Ministerio del Interior, vigente hasta 1932
- Por el Decreto N.º 2.412 del 15 de julio de 1932 se crean las carteras Ministerio de Guerra y Aviación (1932 a 1932) y el Ministerio de Marina (1932 a 1932).

El 24 de diciembre de 1932 se estructura y organiza definitivamente como Ministerio de Defensa Nacional.[cita requerida]

## Organización

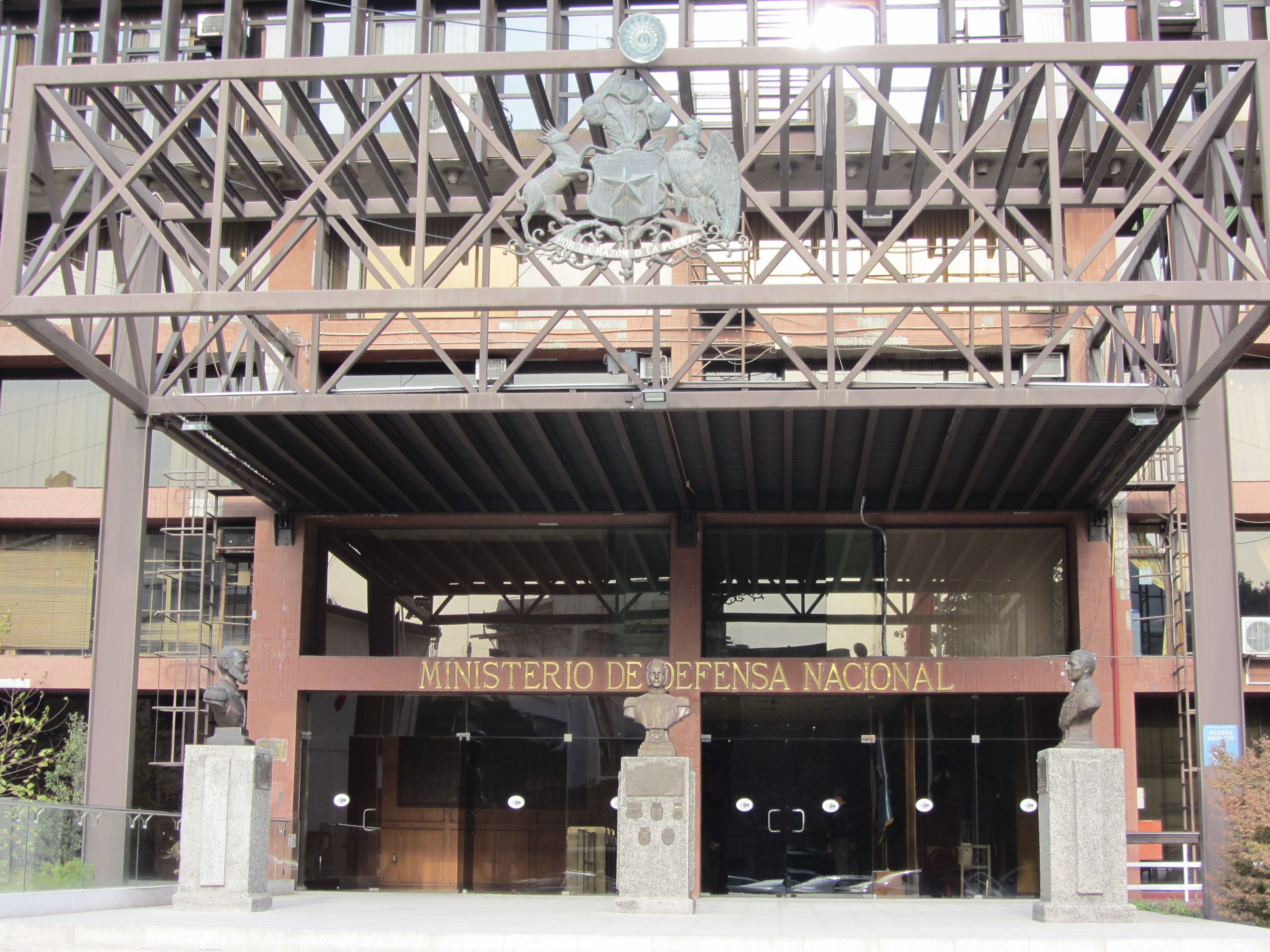
Entrada al edificio Diego Portales (torre Villavicencio) cuando aún pertenecía al Ministerio de Defensa, con los bustos de Prat, O'Higgins y Merino Benítez.

De acuerdo a lo dispuesto en la ley 20.424, Estatuto Orgánico del Ministerio de Defensa Nacional, de 4 de febrero de 2010, la nueva estructura del Ministerio es la siguiente: el Ministerio de Defensa Nacional, la Subsecretaría de Defensa, la Subsecretaría para las Fuerzas Armadas, y el Estado Mayor Conjunto. 
La Subsecretaría para las Fuerzas Armadas es la sucesora para todos los efectos legales, reglamentarios y contractuales de las Subsecretarías de Guerra (creada el 21 de junio de 1887), de Marina (creada el 21 de junio de 1887), de Aviación (creada el 21 de marzo de 1930) y de la Dirección Administrativa del Ministerio de Defensa Nacional. Con la entrada en vigencia de la ley 20424, se suprimieron las Subsecretarías de Guerra, de Marina y de Aviación.
Tras los cambios efectuados, las subsecretarías dependientes del Ministerio de Defensa, son las siguientes:
- Subsecretaría de Defensa (11 de marzo de 2022) encabezada actualmente por Fernando Ayala González.
- Subsecretaría para las Fuerzas Armadas (11 de marzo de 2022), a cargo de Galo Eidelstein.

Las Subsecretaría de Carabineros de Chile y Subsecretaría de Investigaciones de Chile en el año 2011 pasaron a depender del nuevo Ministerio del Interior y Seguridad Pública donde a su vez fueron suprimidas y reemplazadas por divisiones.

### Organismos bajo su dependencia o supervigilancia
- Academia Nacional de Estudios Políticos y Estratégicos
- ASMAR
- CAPREDENA
- Consejo de Salud de las Fuerzas Armadas
- Defensa Civil de Chile
- Dirección General de Movilización Nacional
- ENAER
- FAMAE
- Ministerio Público Militar
- Obispado Castrense de Chile

### Organismos de asesoría del Ministerio
- Junta de Comandantes en Jefe: Integrada por los comandantes en jefe de las FF. AA., el jefe del Estado Mayor Conjunto, esta junta es presidida y convocada por el ministro.
- Estado Mayor Conjunto (EMCO).

### Redes sociales
- Ministerio de Defensa Nacional de Chile en X (antes Twitter)
- Ministerio de Defensa Nacional de Chile en Instagram
- Ministerio de Defensa Nacional de Chile en Facebook
- Ministerio de Defensa Nacional de Chile en Flickr

- Datos: Q4294482
- Multimedia: Ministry of National Defense (Chile) / Q4294482